# Dog Eat Dog (álbum)
| Críticas profissionais | Críticas profissionais |
| Avaliações da crítica  | Avaliações da crítica  |
| Fonte                  | Avaliação              |
| ---------------------- | ---------------------- |
| allmusic               | [ 1 ]                  |

|-
Dog Eat Dog é o terceiro álbum de estúdio da banda americana de hard rock Warrant. O álbum foi lançado em 25 de agosto 1992 pela gravadora Columbia Records.

## Desempenho nas paradas musicais
| Parada musical (1992)          | Melhor posição |
| ------------------------------ | -------------- |
| Estados Unidos (Billboard 200) | 25             |
| Japão (Oricon)                 | 26             |
| Reino Unido (UK Albums Chart)  | 74             |

## Certificações
| Estados Unidos (RIAA)                     | Ouro | 21 de outubro de 1992 | 500.000* |
| *número de vendas baseado na certificação |      |                       |          |